# (10563) Izhdubar
(10563) Izhdubar est un astéroïde Apollon découvert le 19 novembre 1993 par Carolyn S. Shoemaker et Eugene M. Shoemaker à l'observatoire Palomar.